# Кулалиси (Ниноцминдский муниципалитет)
Кулалиси (груз. ყულალისი, арм. Ղուլալիս) — село в Грузии, на территории Ниноцминдского муниципалитета края (мхаре) Самцхе-Джавахети.

## География
Село находится в южной части Грузии, в пределах Ахалкалакского плоскогорья, на левом берегу реки Мурджахетисцкали (левый приток Паравани), на расстоянии приблизительно 9 километров (по прямой) к северо-западу от города Ниноцминда, административного центра муниципалитета. Абсолютная высота — 1795 метров над уровнем моря.

## Население
По результатам официальной переписи населения 2014 года, в Кулалиси проживало 487 человек (243 мужчины и 244 женщины). В национальной структуре населения армяне составляли 99,8 %, грузины — 0,2 %.
| Год  | Население, человек |
| ---- | ------------------ |
| 2002 | 908                |
| 2014 | ↘ 487              |